# Columnea sanguinea
Columnea sanguinea är en tvåhjärtbladig växtart som först beskrevs av Christiaan Hendrik Persoon, och fick sitt nu gällande namn av Johannes von Hanstein. Columnea sanguinea ingår i släktet Columnea som ingår i familjen Gloxiniaväxter (Gesneriaceae). Inga underarter finns listade i Catalogue of Life.

## Bilder

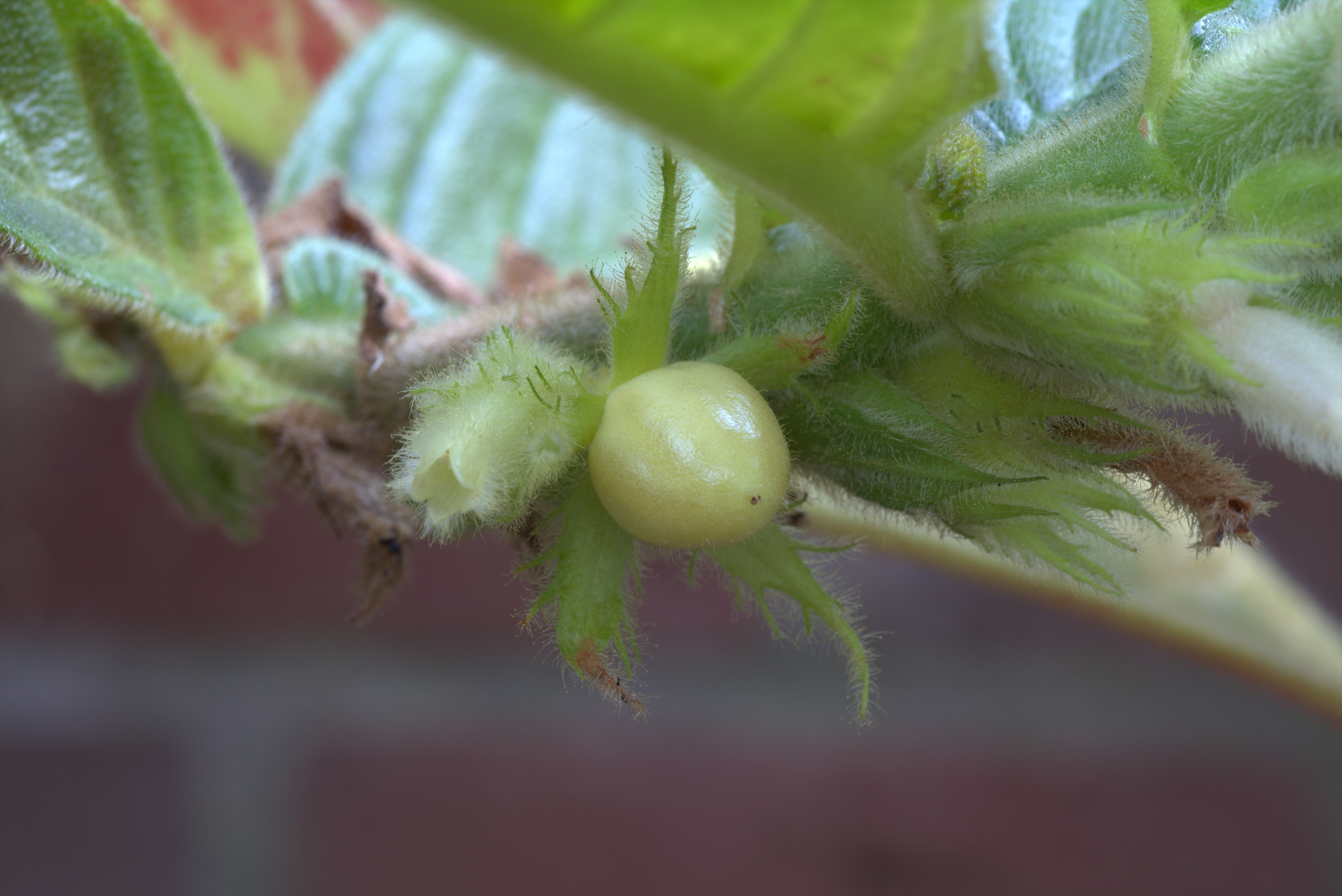